# Karl Memmler
Karl Memmler (* 29. Dezember 1873 in Berlin; † 17. Januar 1935 ebenda) war ein deutscher Materialprüfungswissenschaftler.

## Leben

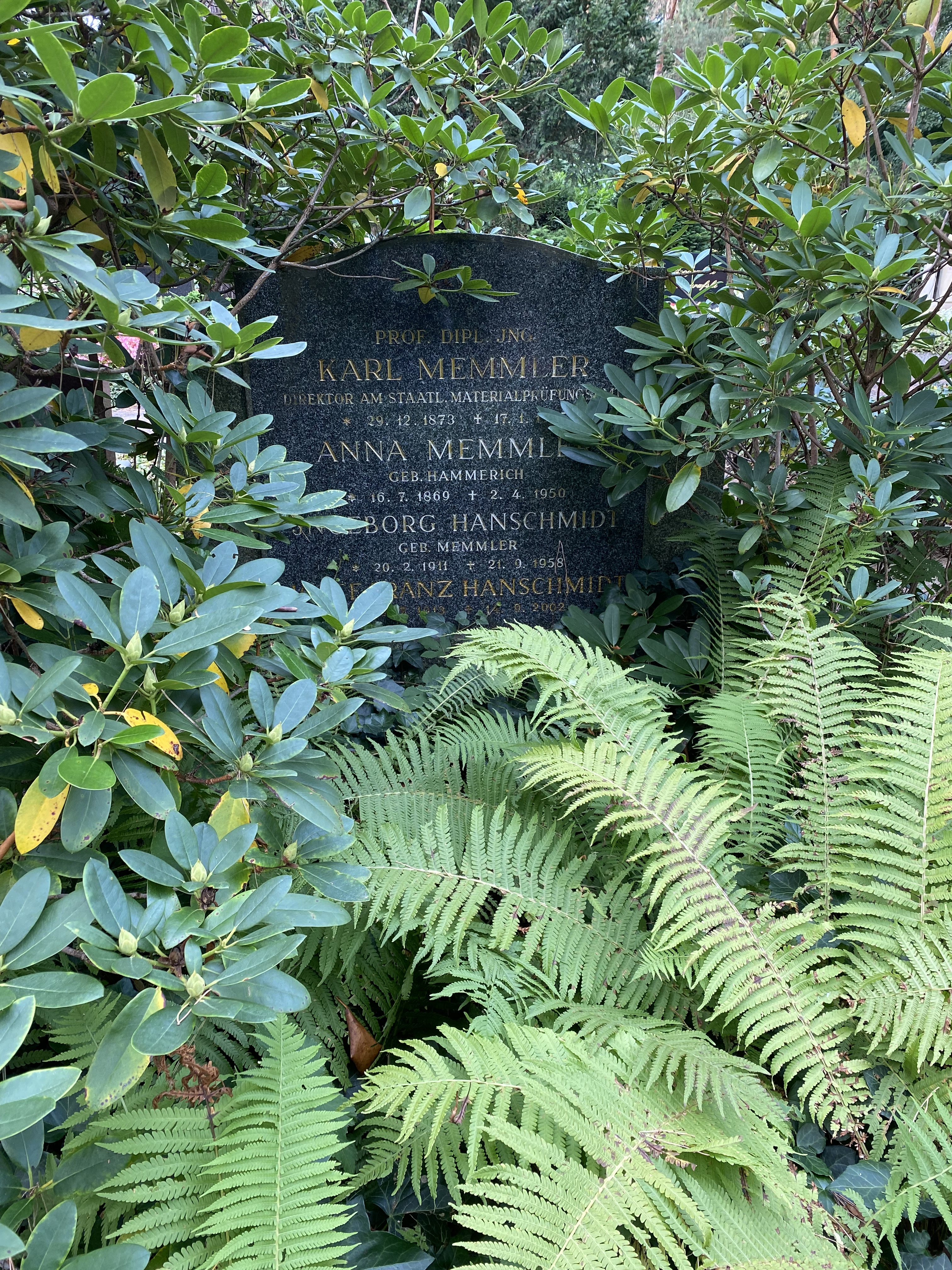
Familiengrabstätte Memmler

Karl Memmler besuchte das Realgymnasium in Weimar. Nach dem Abitur studierte er ab 1892 Hüttenkunde an der Technischen Hochschule Berlin-Charlottenburg und wurde Mitglied des Corps Pomarania-Silesia Berlin. 1896 wurde er Diplom-Ingenieur. Seine berufliche Tätigkeit begann er zunächst in der Hüttenindustrie. 1898 wechselte er an das Staatliche Materialprüfungsamt in Berlin-Dahlem, das damals noch Mechanisch-Technische Versuchsanstalt hieß. 1911 erhielt er die Ernennung zum Professor. 1911, 1912 und 1914 unternahm er Studienreisen nach England und Nordamerika. Am Ersten Weltkrieg nahm er als Leutnant der Landwehr und Referent für die Gummibeschaffung zur Militärfahrzeugbereifung in der Inspektion der Kraftfahrtruppen teil. Er wurde Direktor im Staatlichen Materialprüfungsamt und 1921 Dozent für Materialprüfungswesen in der Fakultät Maschinenwesen der Technischen Hochschule Berlin. Neben metallischen Werkstoffen beschäftigte er sich insbesondere mit der Prüfung des Werkstoffs Kautschuk.
Karl Memmler starb 1935 im Alter von 61 Jahren in Berlin. Sein Grab befindet sich auf dem Waldfriedhof Dahlem.

## Auszeichnungen
- Eisernes Kreuz II. Klasse
- Ritterkreuz 2. Klasse des Sachsen-Ernestinischen Hausordens
- Verdienstorden (Waldeck) 4. Klasse
- Eiserner Halbmond
- Hessisches Kriegsehrenzeichen

## Schriften
- Das Materialprüfungswesen, 2. Auflage 1924
- Die Eigenschaften des Hartmessings, 1929 (zusammen mit Oswald Bauer)
- Handbuch der Kautschukwissenschaft, 1930
- Dauerversuche an der Hochfrequenz-Zug-Druck-Maschine (Bauart Schenck), 1930 (zusammen mit Kurt Laute)